# Świerzowa Polska
Świerzowa Polska – wieś w Polsce, położona w województwie podkarpackim, w powiecie krośnieńskim, w gminie Chorkówka, nad rzeką Jasiołką w odległości 6 km od Krosna. Graniczy z miejscowościami: Dobieszyn, Szczepańcowa, Zręcin, Żarnowiec i miastem Krosno.
W latach 1975–1998 wieś administracyjnie należała do województwa krośnieńskiego.
Od 1 stycznia 1999 roku Krosno zostało miastem powiatowym, a Rzeszów stolicą województwa podkarpackiego, do którego obecnie Świerzowa Polska należy.

## Integralne części wsi
| SIMC    | Nazwa     | Rodzaj    |
| ------- | --------- | --------- |
| 0347583 | Budy      | część wsi |
| 0347590 | Jastrzęby | część wsi |
| 0347608 | Kmiecie   | część wsi |
| 0347614 | Podskale  | część wsi |
| 0347620 | Pogwizdów | część wsi |
| 0347637 | Ulica     | część wsi |

## Historia
Pierwsza wzmianka o wsi pochodzi z roku 1419. Świerzowa Polska powstała w dorzeczu Jasiołki w XIV wieku za panowania króla Kazimierza Wielkiego. Była to średnio zamożna wieś, w której według danych z 1536 roku było 7 kmieci, 5 zagrodników, karczma, dwór, folwark, młyn i staw rybny. Miejscowość była własnością Jacka Borkowskiego i Magdaleny ze Strzałkowskich. 18 lutego 1808 – wieś znalazła się w posiadaniu rodziny Trzecieskich. Kupił ją Jan Michał Trzecieski (1774-1842), od Jacka i Magdaleny ze Strzałkowskich Borkowskich, protoplasta miejsteckiej linii Trzecieskich.
W 1943 roku w lesie opodal miejscowości doszło do potyczki oddziału "Stacha" należącego do Gwardii Ludowej z oddziałem niemieckim. Zginęło kilku gwardzistów.
Po roku 1918 Świerzowa Polska znalazła się w gminie Jedlicze i liczyła 785 mieszkańców. Obecnie Świerzowa Polska jest drugą co do liczby mieszkańców wsią w gminie Chorkówka, liczy 2191 mieszkańców oraz 400,85 ha powierzchni.

### Nazwa wsi
Kształtowanie się nazwy wsi:
- Świrszowa – 1424,
- Swirszowa – 1460,
- Swyrzowa – 1581,
- Świerzowa – 1600.

Świerzowa Polska – drugi człon odróżnia miejscowość od znajdującej się w pobliżu Świerzowej Ruskiej.

## Ochotnicza Straż Pożarna
Wydarzeniem, które dało początek Ochotniczej Straży Pożarnej w Świerzowej Polskiej był pożar, który powstał w maju 1945 r. w zabudowaniach Kazimierza Krzysztyniaka, na skutek uszkodzonych przewodów kominowych. Sprzyjający silny wiatr przeniósł ogień na sąsiednie budynki i z dymem poszło całkowicie 6 budynków mieszkalno-gospodarczych, a 6 budynków zostało częściowo uratowanych.
W akcji ratowniczej brała udział ludność wsi oraz żołnierze Armii Czerwonej, którzy w tym czasie stacjonowali na lotnisku w Krośnie. Akcja ratownicza prowadzona była przy pomocy prymitywnego sprzętu jak wiadra, garnki, łopaty, a i to w niewystarczającej ilości, przy równoczesnym braku wody. Toteż mimo ofiarnej pracy ludzi, ogień zniszczył wieloletnia pracę rolników. Doświadczeni klęską pożaru mieszkańcy wsi, a w szczególności Władysław Materowski, Andrzej Kisiołek i Józef Szubra, którzy zatrudnieni byli w Zakładowej Straży Pożarnej przy Krośnieńskich Zakładach Lniarskich wystąpili z inicjatywą zorganizowania Ochotniczej Straży Pożarnej w Świerzowej Polskiej.
OSP została w 1945 r. powołana do życia. Nie brakowało chętnych do wstąpienia do OSP, lecz brak odpowiedniego sprzętu był powodem, że OSP w pierwszych latach po II wojnie światowej nie przejawiała większej aktywności. W roku 1949 działalność OSP mocno się ożywiła. Wybrano nowy zarząd, do którego weszli: Andrzej Kisiołek, Władysław Materowski, Józef Szubra, Józef Zajdel, Henryk Ginalski, Władysław Adamik, Eugeniusz Szajna, Karol Szydło i Władysław Półchłopek.
W lutym 2011 OSP Świerzowa miała 2 członków honorowych, 31 członków czynnych i 10 członkiń Młodzieżowej Drużyny Pożarniczej. Obecnie OSP Świerzowa zwiększyła liczbę wyjazdów. Remiza jest cały czas odnawiana i remontowana.

## MKS Krosno
Przez wieś biegną trasy linii MKS Krosno: "7", "11", "18" i "N1".

## Urodzeni w Świerzowej Polskiej
- Feliks Lipiński (1895–1940), działacz niepodległościowy